# AEGON
Aegon — одна из ведущих транснациональных страховых компаний, специализируется на страховании жизни, пенсионном страховании и управлении активами. Главный офис компании находится в Гааге, основные рынки — США, Великобритания и Нидерланды. Число сотрудников по всему миру на конец 2020 года превышало 22 тысячи человек, они обслуживали 30,4 млн клиентов.
В списке крупнейших публичных компаний мира Forbes Global 2000 за 2021 год компания заняла 772-е место (80-е по активам, 370-е по размеру выручки, 1754-е по рыночной капитализации).
Компании принадлежит знаменитое здание Transamerica Pyramid в Сан-Франциско.

## История
Группа вобрала в себя ряд страховых компаний Нидерландов и других стран, а её название AEGON (АЭГОН) является аббревиатурой названий пяти наиболее крупных из них. Старейшей организацией в составе группы считается основанный в 1759 году похоронный фонд Broederlijke Liefdebeurs (Фонд братской любви). Из зарубежных составляющих старейшим является шотландская страховая компания Equitable, основанная в Эдинбурге в 1831 году. Старейший из ключевых составляющих группы был основан в 1844 году; это также был похоронный фонд, названный Algemeene Friesche, в 1860 году он был реорганизован во взаимную страховую компанию. В 1845 году была основана другая ключевая составляющая, Het Groot-Noordhollandsch Begrafenisfonds. Третьей была страховая компания De Vennootschap, основанная бельгийцем Андре Лангранд-Дюмансо (André Langrand-Dumonceau) в 1858 году. Годом позже в Голландской Ост-Индии (современная Индонезия) была основана страховая компания Nillmij. Страховая компания Olveh была основана в 1877 году, а Eerste Nederlandsche в 1882 году, Nederlandsche Pensioenvereniging voor Werklieden (Нидерландский пенсионный фонд рабочих начал работу в 1885 году. В 1913 году De Vennootschap объединился с Eerste Nederlandsche.
В 1960-х годах страховой рынок Нидерландов начал сокращаться, государство гарантировало пенсии по утрате трудоспособности, а наиболее выгодную дополнительную деятельность страховых компаний, ипотечное кредитование, подорвало падение цен на недвижимость. Кроме того, более крупным компаниям было легче осваивать новые рынки. В 1968 году Algemeene Friesche, Groot-Noordhollandsche и Olveh объединились образовав AGO; годом позже их примеру последовали Eerste Nederlandsche, Nieuwe Eerste Nederlandsche и Nillmij сформировав Ennia. К началу 1980-х годов около половины выручки обеих компаний давали зарубежные операции, Ennia наиболее удачно закрепилась в Испании, в то время как AGO осваивала рынок США. В ноябре 1983 года две компании объединились, образовав AEGON, второго крупнейшего страховщика Нидерландов после Nationale-Nederlanden.
После объединения группа продолжила наращивать зарубежные операции в США, Испании и других странах Европы. В конце 1980-х годов акции группы были размещены на фондовых биржах Амстердама и Лондона, а в 1991 года — Нью-Йорка. В 1991 году была куплена британская страховая компания Regency Life, в 1992 году — 75-процентная доля в бывшем государственном венгерском страховщике Állami Biztosító. В 1993 году был создан филиал на Тайване и куплена 40-процентная доля в Scottish Equitable; к 1998 году этот шотландский страховщик был полностью поглощён, а его штаб-квартира в Эдинбурге стала операционным центром в Великобритании.
В 1999 году было сделано крупнейшее зарубежное приобретение в истории нидерландских компаний, AEGON за 10,8 млрд долларов купил Transamerica. Эта компания была основана в 1928 году в качестве холдинговой компании для Bank of America и других владений Амадео Джаннини. В 1956 году Банк Америки был отделён, и основой деятельности Transamerica стало страхование, хотя в целом он оставался многопрофильным конгломератом.
В начале 2000-х годов AEGON вышла на рынки Чехии, Словакии и Польши, было создано совместное предприятие в КНР. В 2008 году было создано подразделение управления активами. Во время мирового финансового кризиса группа не обошлась без помощи правительства Нидерландов, в октябре 2008 года AEGON была рефинансирована на 3 млрд евро, которые были возвращены в середине 2011 года. И всё же группа в 2008 году начала деятельность ещё в двух странах, Индии (совместным предприятием Aegon Religare Life Insurance Company) и Турции (покупкой Ankara Emeklilik Anonim Sirketi). В 2009 году было создано совместное предприятие в Японии Aegon Sony Life, десять лет спустя доля в нём была продана Sony. Также в 2009 году были созданы совместные предприятия в Мексике и Бразилии. В 2013 году группа вышла на рынок Румынии и заключила партнёрское соглашение с Grupo Santander. В 2019 году был продан бизнес в Чехии и Словакии.

## Деятельность
Деятельность компании Aegon ориентирована на страхование жизни и пенсионное страхование, а также на продвижение инвестиционных и сберегательных продуктов. Aegon также занимается страхованием от несчастных случаее и медицинским страхованием, компания ведет ограниченную банковскую деятельность.
Выручка за 2020 год составила 51,1 млрд евро, из них 16,1 млрд составили страховые премии (из них 13,9 млрд — страхование жизни), 7,1 млрд — инвестиционный доход, 2,4 млрд — комиссионный доход, 21,4 млрд — доход от финансовых транзакций. Страховые выплаты составили 42 млрд евро. Активы на конец года составили 443,8 млрд евро, из них 380,6 млрд пришлось на инвестиции (около половины из этой суммы вкладывается через сторонние ивестиционные фонды).
Подразделения:
- Америка — США (Transamerica), небольшое присутствие в Канаде, Мексике и Бразилии; страховые премии 85 млрд евро, 7960 сотрудников;
- Великобритания — страховые премии 4,9 млрд, 2307 сотрудников
- Нидерланды — страховые премии 2 млрд, 3930 сотрудников
- другие регионы — Венгрия, Испания, Португалия, Турция, Польша, Румыния, Индия и КНР, а также офшорная компания на Бермудских островах с отделениями в Гонконге и Сингапуре; страховые премии 1,7 млрд, 6598 сотрудников[2].
- управление активами — работает в США, Нидерландах, Великобритании, Гонконге, Японии, Германии, Венгрии и Испании; размер активов под управлением на конец 2020 года составлял 388 млрд евро.

|                     | 2006  | 2007  | 2008   | 2009  | 2010  | 2011  | 2012  | 2013  | 2014  | 2015   | 2016  | 2017  | 2018  | 2019  | 2020   |
| ------------------- | ----- | ----- | ------ | ----- | ----- | ----- | ----- | ----- | ----- | ------ | ----- | ----- | ----- | ----- | ------ |
| Оборот              | 47,49 | 45,58 | 7,526  | 46,41 | 49,18 | 31,79 | 47,21 | 48,43 | 46,34 | 37,83  | 53,16 | 58,05 | 20,96 | 67,37 | 51,09  |
| Чистая прибыль      | 3,169 | 2,551 | -1,082 | 0,204 | 1,760 | 0,872 | 1,532 | 0,989 | 0,757 | -0,431 | 0,438 | 2,469 | 0,711 | 1,236 | -0,135 |
| Активы              | 314,8 | 314,1 | 287,3  | 298,6 | 332,3 | 345,4 | 366,1 | 351,9 | 424,5 | 415,4  | 425,4 | 395,9 | 392,6 | 439,8 | 443,8  |
| Собственный капитал |       | 19,96 | 13,76  | 18,88 | 23,43 | 25,73 | 29,66 | 22,72 | 27,79 | 26,25  | 24,34 | 24,10 | 22,57 | 24,43 | 24,66  |

## Спонсорская деятельность
С 2009 по 2017 год Aegon являлся генеральным партнёром британской теннисной ассоциации (LTA), в значительной мере финансируя, в том числе, и все профессиональные теннисные турниры на территории страны.
В 1986 году группа проводила шахматный сеанс одновременной игры Артура Юсупова с 40 игроками, в следующем году к игрокам были добавлены 13 шахматных компьютеров. В 1996 году такое же соревнование проводилось с участием Анатолия Карпова.

## Дочерние компании
Основные дочерние компании на конец 2020 года:
- Transamerica Corporation (Делавэр, США)
- Transamerica Casualty Insurance Company (Айова, США)
- Transamerica Financial Life Insurance Company (Нью-Йорк, США)
- Transamerica Life Insurance Company (Айова, США)
- Aegon Bank N.V. (Нидерланды)
- Aegon Cappital B.V. (Нидерланды)
- Aegon Hypotheken B.V. (Нидерланды)
- Aegon Levensverzekering N.V. (Нидерланды)
- Aegon Schadeverzekering N.V. (Нидерланды)
- Aegon Spaarkas N.V. (Нидерланды)
- Nedasco B.V. (Нидерланды)
- Robidus Groep B.V. (Нидерланды)
- TKP Pensioen B.V. (Нидерланды)
- Aegon Investment Solutions Ltd. (Великобритания)
- Aegon Investments Ltd. (Великобритания)
- Scottish Equitable plc (Великобритания)
- Cofunds Limited (Великобритания)
- Aegon Magyarország Általános Biztosító Zártkörűen Működő Részvénytársaság (Венгрия)
- Aegon Towarzystwo Ubezpieczeń na Życie Spółka Akcyjna (Польша)
- Aegon Powszechne Towarzystwo Emerytaine Spólka Akcyjna (Польша)
- Aegon Emeklilik ve Hayat A.Ş. (Турция)
- Aegon Pensii Societate de Administrare a Fondurilor de Pensii Private S.A. (Румыния)
- Aegon España S.A.U. de Seguros y Reaseguros (Испания)
- Transamerica Life (Bermuda) Ltd. (Бермудские острова)
- Aegon USA Investment Management, LLC (Айова, США)
- Aegon USA Realty Advisors, LLC (США)
- Aegon Asset Management Holding B.V. (Нидерланды)
- Aegon Investment Management B.V. (Нидерланды)
- Aegon Asset Management UK plc, Edinburgh (Великобритания)
- Aegon Magyarország Befektetési Alapkezelő Zártkörűen Működő Részvénytársaság (Венгрия)
- AMVEST Vastgoed (Нидерланды, 50 %)
- AMVEST Living & Care Fund (Нидерланды, 50 %)
- AMVEST Development Fund (Нидерланды, 50 %)
- Santander Generales Seguros y Reaseguros, S.A. (Испания, 51 %)
- Santander Vida Seguros y Reaseguros, S.A. (Испания, 51 %)
- Liberbank Vida y Pensiones, Seguros y Reaseguros, S.A. (Испания, 50 %)
- Aegon Santander Portugal Não Vida — Companhia de Seguros S.A. (Португалия, 51 %)
- Aegon Santander Portugal Vida — Companhia de Seguros de Vida S.A. (Португалия, 51 %)
- Aegon THTF Life Insurance Co., Ltd. (КНР, 50 %)
- Aegon Life Insurance Co. ltd (Индия, 49 %)
- Aegon Industrial Fund Management Co., Ltd (КНР, 49 %)
- Mongeral Aegon Seguros e Previdência S.A. (Бразилия, 50 %),